# Новинки (городской округ Истра)
Новинки — деревня в Истринском районе Московской области. Входит в состав Павло-Слободского сельского поселения. Население — 23 чел. (2010), в деревне 10 улиц, 3 бульвара, набережная, 3 проезда, зарегистрировано 1 садовое товарищество. Автобусное сообщение — автобусы № 38 Нахабино — Веледниково и № 409. Москва (Автостанция «Тушинская») — Павловская Слобода.
Находится примерно в 18 км на юго-восток от Истры, высота над уровнем моря 184 м. Ближайшие населённые пункты: Веледниково в 1 км на юг и Лешково в км западнее.

## История
В XVI веке и до последней четверти XVII века селение входило в состав Горетова стана Московского уезда, в вотчину боярина Бориса Ивановича Морозова. В конце XVII века вотчина перешла в дворцовое ведомство и Новинки остались в составе Московского уезда. После ряда административных изменений конца XVIII века деревня оказалась в Звенигородском уезде. В начале XX века деревня состояла в Павловской волости Звенигородского уезда, постановлением президиума Моссовета от 14 января 1921 года, вместе с волостью, включена в состав Воскресенского уезда. Постановлением президиума ВЦИК от 14 января 1929 года уезды были упразднены, село вошло в состав Воскресенского района Московского округа Центрально-Промышленной области (с 3 июня 1929 года — Московская область). В ходе укрупнения сельсоветов 1940-х годов Новинки включили в состав Павло-Слободского совета.

## Население
| 2002 | 2006 | 2010 |
| ---- | ---- | ---- |
| 47   | ↘40  | ↘23  |